# Parli Vaijnath
 (mars 2024).
Parli Vaijnath, est une ville et un conseil municipal du district de Bid dans l'État indien du Maharashtra. Lors du recensement de l'Inde de 2011, sa population s'élève à 90 975 habitants.